# Jan Monczka
Jan Monczka (ur. 17 maja 1956 w Karwinie) – polski aktor telewizyjny, filmowy i teatralny.

## Życiorys

### Wczesne lata
Urodził się w Karwinie w ówczesnej Czechosłowacji na Śląsku Cieszyńskim jako najmłodsze z czwórki dzieci. Miał brata i dwie siostry. W dzieciństwie grał w piłkę nożną (na pozycji bramkarza) i w hokeja.
W 1980 ukończył krakowską Państwową Wyższą Szkołę Teatralną im. Ludwika Solskiego. Dwa lata później obronił dyplom.

### Kariera
Występował na Scenie Polskiej teatru w Czeskim Cieszynie (1980–1983, 2002, 2005), teatrach krakowskich: Starym im. Heleny Modrzejewskiej (1983–2000, 2002–2003) i Tradycyjnym (1997, 2000) oraz warszawskich: Narodowym (1997–1999, 2000–2005) i Wytwórnia (2006).
W 2002 wyreżyserował spektakl Francisa Vebera Kolacja dla głupca (Le Dîner de cons) w Teatrze Cieszyńskim – Scenie Polskiej. W 2003 wraz z Danutą Stenką i Gabrielą Kownacką podróżował po całej niemal Polsce z przedstawieniem impresaryjnym Katarzyny Grocholi Pozwól mi odejść w reżyserii Izabeli Cywińskiej, wyprodukowanym przez Agencję Aktorską „Gudejko”.
Powszechną popularność zdobył telewizyjną kreacją niegdysiejszego rybaka, który uwodzi i okrada łatwowierne kobiety w serialu TVP1 Tulipan (1986). Na kinowym ekranie zagrał w filmie Pawła Karpińskiego Czarodziej z Harlemu (1988) jako koszykarz i obrazie Kazimierza Kutza Śmierć jak kromka chleba (1994).
W Teatrze TV wystąpił m.in. w spektaklach Andrzeja Wajdy (Zbrodnia i kara Dostojewskiego, Hamlet Szekspira), Jerzego Jarockiego (Ślub Gombrowicza), Krzysztofa Zaleskiego (Sprawa Stawrogina według Dostojewskiego), Janusza Dymka (Afera mięsna Roberta Mellera i Dymka) i Andrzeja Łapickiego (Maskarada Iwaszkiewicza).
W 2003 powrócił na szklany ekran w telenoweli TVP2 Złotopolscy w roli Bogusława Popędowskiego. W operze mydlanej Polsat Pierwsza miłość pojawił się jako zamieszkały w Gdańsku ojciec Bartka (Rafał Kwietniewski), dawny kolega ze studiów doktora Marka Żukowskiego (Maciej Tomaszewski).

## Filmografia

### Filmy kinowe
- 2025: Putin jako Nikołaj Patruszew
- 2017: Volta jako Wiaderny
- 2014: Bogowie jako Dyrektor departamentu w Ministerstwie Zdrowia
- 2010: Kołysanka jako Niemiec
- 2008: Tobruk jako porucznik artylerii II Korpusu WP Świeżawski
- 2008: Ile waży koń trojański? jako recepcjonista w hotelu z 1987 roku
- 2008: Rozmowy nocą jako szef restauracji
- 2007: Taxi A jako biznesmen
- 1994: Śmierć jak kromka chleba jako górnik
- 1988: Czarodziej z Harlemu jako Szwed, zawodnik „Stali Tczew”

### Filmy TV
- 2010: Prymas w Komańczy (Scena Faktu) jako komendant
- 2006: Śmierć rotmistrza Pileckiego (Scena Faktu) jako prokurator pułkownik Stanisław Zarakowski
- 2005: Karol. Człowiek, który został papieżem (Karol: A Man Who Became Pope) jako ksiądz
- 2013: Śliwowica jako Jacek Miedzianowski, ojciec Bartka

### Seriale TV
- 1980: Z biegiem lat, z biegiem dni… jako aktor występujący w „Weselu”
- 1986: Tulipan jako Tulipan
- 1988, 1991: Pogranicze w ogniu jako porucznik Sylwester Madej, agent polskiego wywiadu
- 1996: Tatort - odcinek pt. Reise in der Tod (Podróż do śmierci) jako recepcjonista hotelowy
- 1999: Na dobre i na złe jako Aleksander Bonecki
- 1999: Klan jako Adam Szulc, mąż Lidki
- 2000: Na dobre i na złe jako Aleksander Bonecki
- 2001: Samo niebo jako Marcin
- 2002: Psie serce jako reżyser programu Edyty
- 2003-2008: Złotopolscy jako Bogusław Popędowski, dawniej Pipa
- 2005: Kryminalni jako Roman Hornik, właściciel willi (odc. 39)
- 2006: Fala zbrodni jako pułkownik, ojciec Kingi (odc. 52)
- od 2006: Pierwsza miłość (serial telewizyjny) jako Jacek Miedzianowski, ojciec Bartka
- 2007: Tajemnica twierdzy szyfrów jako Herbert Russt, ojciec Natalii
- 2007: Pitbull jako Szczęsny, oficer wydziału wewnętrznego
- 2008: Pitbull jako Szczęsny, oficer wydziału wewnętrznego
- 2008: Twarzą w twarz jako generał Marczewski, szef ABW
- 2010: Hotel 52 jako ojciec Artura (odc. 26)
- 2010: Usta usta jako Dariusz Siwicki (odc. 17)
- 2010: Ojciec Mateusz odc. 37 pt. Zlecenie jako biznesmen Czesław Madera
- 2011: Linia życia jako Andrzej Grabowski, właściciel fabryki soków
- 2011: Układ warszawski jako szef komisji (odc. 1)
- 2012: Czas honoru jako dowódca Władka (odc. 64 i 65)
- 2012–2014: Przyjaciółki jako prezes
- 2013: 2XL jako Leszek Pros, ojciec Laury
- 2015–2016: Singielka jako Olgierd Nowacki, mąż Sławy
- 2017: Ultraviolet  jako Bogusław Celiński (odc.9–10)
- 2017: Ojciec Mateusz jako Janusz (odc. 213)
- 2019: W rytmie serca  jako malarz Jan Stefańczyk (odc.64)
- 2020: Mały zgon jako Vatzlav
- 2021: Komisarz Mama jako Ryszard Malec (odc. 2)
- 2022–2023: Skazana jako mecenas Dmoch

## Szymon Majewski Show
Od szóstej serii programu rozrywkowego TVN Szymon Majewski Show parodiował tam w części Rozmowy w tłoku Andrzeja Wajdę, Wojciecha Jaruzelskiego oraz Jacka Rostowskiego.